# Luigi Costigliolo
Luigi Costigliolo (født 24. april 1892, død 22. august 1939) var en italiensk gymnast, som deltog i OL 1920 i Antwerpen. 
Costigliolo stillede ved OL 1920 op i mangekamp for hold. I holdkampen, der var på programmet for anden og sidste gang, var han med til at sikre, at italienerne vandt guld. De opnåede 359,855 point, mens Belgien på andenpladsen fik 346,765 point og Frankrig på tredjepladsen 340,100 point.
Hans bror Carlo Costigliolo var også med på holdet.
Luigi Costigliolo var også aktiv gymnast inden første verdenskrig og havde deltaget i internationale stævner siden 1909. Han havde vundet flere individuelle konkurrencer i 1913 og 1914.